# Campionat d'Europa de bàsquet masculí de 1947
L'edició V del Campionat d'Europa de bàsquet masculí se celebrà a Txecoslovàquia del 27 d'abril al 3 de maig del 1947 a la ciutat de Praga. El campionat va comptar amb la participació de 14 seleccions nacionals.

## Grups
Els catorze equips participants foren dividits en quatre grups de la forma següent:
| Grup A         | Grup B         | Grup C   | Grup D  |
| -------------- | -------------- | -------- | ------- |
| Romania        | Hongria        | Bulgària | Albània |
| Polònia        | Iugoslàvia     | Àustria  | Itàlia  |
| Txecoslovàquia | Unió Soviètica | França   | Bèlgica |
| Països Baixos  |                |          | Egipte  |

## Primera fase

### Grup A
| Equip          | J | G | P | T+  | T-  | DT   | PTS |
| -------------- | - | - | - | --- | --- | ---- | --- |
| Txecoslovàquia | 3 | 3 | 0 | 208 | 61  | +147 | 6   |
| Polònia        | 3 | 2 | 1 | 108 | 106 | +2   | 5   |
| Romania        | 3 | 1 | 2 | 107 | 157 | -50  | 4   |
| Països Baixos  | 3 | 0 | 3 | 84  | 183 | -99  | 3   |

#### Resultats[2]
| Data     | Partit         | Partit | Partit         | Resultat |
| -------- | -------------- | ------ | -------------- | -------- |
| 27.04.47 | Polònia        | -      | Romania        | 51-32    |
| 27.04.47 | Txecoslovàquia | -      | Països Baixos  | 93-19    |
| 28.04.47 | Romania        | -      | Txecoslovàquia | 25-64    |
| 28.04.47 | Polònia        | -      | Països Baixos  | 40-23    |
| 29.04.47 | Països Baixos  | -      | Romania        | 42-50    |
| 29.04.47 | Txecoslovàquia | -      | Polònia        | 51-17    |

### Grup B
| Equip          | J | G | P | T+  | T-  | DT  | PTS |
| -------------- | - | - | - | --- | --- | --- | --- |
| Unió Soviètica | 2 | 2 | 0 | 112 | 44  | +68 | 4   |
| Hongria        | 2 | 1 | 1 | 83  | 89  | -6  | 3   |
| Iugoslàvia     | 2 | 0 | 2 | 38  | 100 | -62 | 2   |

#### Resultats
| Data     | Partit         | Partit | Partit     | Resultat |
| -------- | -------------- | ------ | ---------- | -------- |
| 27.04.47 | Unió Soviètica | -      | Iugoslàvia | 50-11    |
| 28.04.47 | Unió Soviètica | -      | Hongria    | 62-33    |
| 29.04.47 | Iugoslàvia     | -      | Hongria    | 27-50    |

### Grup C
| Equip    | J | G | P | T+  | T-  | DT   | PTS |
| -------- | - | - | - | --- | --- | ---- | --- |
| França   | 2 | 2 | 0 | 167 | 38  | +129 | 4   |
| Bulgària | 2 | 2 | 1 | 88  | 80  | +8   | 3   |
| Àustria  | 2 | 0 | 2 | 19  | 156 | -137 | 2   |

#### Resultats
| Data     | Partit   | Partit | Partit   | Resultat |
| -------- | -------- | ------ | -------- | -------- |
| 27.04.47 | Bulgària | -      | Àustria  | 56-13    |
| 28.04.47 | França   | -      | Àustria  | 100-6    |
| 29.04.47 | França   | -      | Bulgària | 67-32    |

### Grup D
| Equip   | J | G | P | T+  | T-  | DT   | PTS |
| ------- | - | - | - | --- | --- | ---- | --- |
| Egipte  | 3 | 3 | 0 | 193 | 192 | +101 | 6   |
| Bèlgica | 3 | 2 | 1 | 183 | 78  | +105 | 5   |
| Itàlia  | 3 | 1 | 2 | 119 | 92  | +27  | 4   |
| Albània | 3 | 0 | 3 | 45  | 278 | -233 | 3   |

#### Resultats
| Data     | Partit  | Partit | Partit  | Resultat |
| -------- | ------- | ------ | ------- | -------- |
| 27.04.47 | Itàlia  | -      | Albània | 60-15    |
| 27.04.47 | Bèlgica | -      | Egipte  | 35-46    |
| 28.04.47 | Bèlgica | -      | Albània | 114-11   |
| 28.04.47 | Egipte  | -      | Itàlia  | 43-38    |
| 29.04.47 | Albània | -      | Egipte  | 19-104   |
| 29.04.47 | Itàlia  | -      | Bèlgica | 21-34    |

## Segona fase

### Grup 1
| Equip          | J | G | P | T+  | T-  | DT  | PTS |
| -------------- | - | - | - | --- | --- | --- | --- |
| Txecoslovàquia | 3 | 3 | 0 | 116 | 99  | +17 | 6   |
| Bèlgica        | 3 | 2 | 1 | 86  | 85  | +1  | 5   |
| França         | 3 | 1 | 2 | 93  | 100 | -7  | 4   |
| Hongria        | 3 | 0 | 3 | 116 | 127 | -11 | 3   |

#### Resultats
| Data     | Partit         | Partit | Partit         | Resultat |
| -------- | -------------- | ------ | -------------- | -------- |
| 30.04.47 | Hongria        | -      | Txecoslovàquia | 48-52    |
| 30.04.47 | França         | -      | Bèlgica        | 26-27    |
| 01.05.47 | Bèlgica        | -      | Hongria        | 30-27    |
| 01.05.47 | França         | -      | Txecoslovàquia | 22-32    |
| 02.05.47 | Hongria        | -      | França         | 41-45    |
| 02.05.47 | Txecoslovàquia | -      | Bèlgica        | 32-29    |

### Grup 2
| Equip          | J | G | P | T+  | T-  | DT  | PTS |
| -------------- | - | - | - | --- | --- | --- | --- |
| Unió Soviètica | 3 | 3 | 0 | 137 | 74  | +63 | 6   |
| Egipte         | 3 | 2 | 1 | 135 | 112 | +23 | 5   |
| Polònia        | 3 | 1 | 2 | 78  | 115 | -37 | 4   |
| Bulgària       | 3 | 0 | 3 | 89  | 138 | -49 | 3   |

#### Resultats
| Data     | Partit         | Partit | Partit         | Resultat |
| -------- | -------------- | ------ | -------------- | -------- |
| 30.04.47 | Polònia        | -      | Egipte         | 28-52    |
| 30.04.47 | Unió Soviètica | -      | Bulgària       | 55-24    |
| 01.05.47 | Unió Soviètica | -      | Egipte         | 46-32    |
| 01.05.47 | Bulgària       | -      | Polònia        | 27-32    |
| 02.05.47 | Egipte         | -      | Bulgària       | 51-38    |
| 02.05.47 | Polònia        | -      | Unió Soviètica | 18-36    |

### Grup 3
| Equip   | J | G | P | T+  | T-  | DT   | PTS |
| ------- | - | - | - | --- | --- | ---- | --- |
| Romania | 2 | 2 | 0 | 142 | 42  | +100 | 4   |
| Àustria | 2 | 1 | 1 | 67  | 96  | -29  | 3   |
| Albània | 2 | 0 | 2 | 46  | 117 | -71  | 2   |

#### Resultats
| Data     | Partit  | Partit | Partit  | Resultat |
| -------- | ------- | ------ | ------- | -------- |
| 30.04.47 | Àustria | -      | Romania | 23-69    |
| 01.05.47 | Albània | -      | Romania | 19-73    |
| 02.05.47 | Albània | -      | Àustria | 27-44    |

### Grup 4
| Equip         | J | G | P | T+ | T- | DT  | PTS |
| ------------- | - | - | - | -- | -- | --- | --- |
| Itàlia        | 2 | 1 | 1 | 93 | 72 | +21 | 3   |
| Països Baixos | 2 | 1 | 1 | 65 | 66 | -1  | 3   |
| Iugoslàvia    | 2 | 1 | 1 | 65 | 85 | -20 | 3   |

#### Resultats
| Data     | Partit     | Partit | Partit        | Resultat |
| -------- | ---------- | ------ | ------------- | -------- |
| 30.04.47 | Itàlia     | -      | Iugoslàvia    | 59-33    |
| 01.05.47 | Itàlia     | -      | Països Baixos | 34-39    |
| 02.05.47 | Iugoslàvia | -      | Països Baixos | 32-26    |

## Eliminatòries finals

### Partit pel 13è lloc
| Data     | Partit  | Partit | Partit     | Resultat |
| -------- | ------- | ------ | ---------- | -------- |
| 03.05.47 | Albània | -      | Iugoslàvia | 13-90    |

### Partit per l'11è lloc
| Data     | Partit  | Partit | Partit        | Resultat |
| -------- | ------- | ------ | ------------- | -------- |
| 03.05.47 | Àustria | -      | Països Baixos | 33-54    |

### Partit pel 9è lloc
| Data     | Partit  | Partit | Partit | Resultat |
| -------- | ------- | ------ | ------ | -------- |
| 03.05.47 | Romania | -      | Itàlia | 39-55    |

### Partit pel 7è lloc
| Data     | Partit  | Partit | Partit   | Resultat |
| -------- | ------- | ------ | -------- | -------- |
| 03.05.47 | Hongria | -      | Bulgària | 59-29    |

### Partit pel 5è lloc
| Data     | Partit | Partit | Partit  | Resultat |
| -------- | ------ | ------ | ------- | -------- |
| 03.05.47 | França | -      | Polònia | 62-29    |

### Partit pel 3r lloc
| Data     | Partit  | Partit | Partit | Resultat |
| -------- | ------- | ------ | ------ | -------- |
| 03.05.47 | Bèlgica | -      | Egipte | 48-50    |

### Final
| Data     | Partit         | Partit | Partit         | Resultat |
| -------- | -------------- | ------ | -------------- | -------- |
| 03.05.47 | Txecoslovàquia | -      | Unió Soviètica | 37-56    |

## Medaller
|                |                |        |
| Unió Soviètica | Txecoslovàquia | Egipte |

## Classificació final[3]
| 1. - Unió Soviètica |
| 2. - Txecoslovàquia |
| 3. - Egipte         |
| 4. - Bèlgica        |
| 5. - França         |
| 6. - Polònia        |
| 7. - Hongria        |
| 8. - Bulgària       |
| 9. - Itàlia         |
| 10. - Romania       |
| 11. - Països Baixos |
| 12. - Àustria       |
| 13. - Iugoslàvia    |
| 14. - Albània       |

## Trofeus individuals

### Millor jugador (MVP)[4]
| MVP          |
| Joann Lõssov |

### Màxims anotadors del campionat
|   | Jugador         | Punts per partit | Punts | Partits jugats |
| - | --------------- | ---------------- | ----- | -------------- |
| 1 | Otar Korkia     | 14,8             | 59    | 4              |
| 2 | Ivan Mrazek     | 13,9             | 97    | 7              |
| 3 | Jacques Perrier | 12,7             | 76    | 6              |
| 4 | Emil Velensky   | 11,9             | 83    | 7              |
| 5 | X.Nowakovsky    | 11,8             | 59    | 5              |

## Plantilla dels 4 primers classificats
Medalla d'or: Unió Soviètica Otar Korkia, Stepas Butautas, Joann Lõssov, Nodar Dzordzikia, Ilmar Kullam, Anatoly Konev, Yevgeni Alekseyev, Alexander Moiseev, Justinas Lagunavičius, Kazimieras Petkevičius, Yuri Ushakov, Vytautas Kulakauskas, Vasili Kolpakov (Entrenador: Sergei Tarasov)
Medalla d'argent: Txecoslovàquia Ivan Mrázek, Miloš Bobocký, Jiří Drvota, Josef Ezr, Jan Kozák, Gustav Hermann, Miroslav Vondráček, Ladislav Trpkoš, Karel Bělohradský, Miroslav Dostál, Milan Fraňa, Václav Krása, Josef Toms, Emil Velenský (Entrenador: Josef Fleischlinger)
Medalla de bronze: Egipte Youssef Mohammed Abbas, Fouad Abdelmeguid el-Kheir, Guido Acher, Maurice Calife, Gabriel Armand "Gaby" Catafago, Abdelrahman Hafez Ismail, Zaki Selim Harari, Hassan Moawad, Hussein Kamel Montasser, Wahid Chafik Saleh, Albert Fahmy Tadros, Zaki Yehia
Quart lloc: Bèlgica Ange Hollanders, Henri Hollanders, Gustave Poppe, Emile Kets, Georges Baert, Henri Hermans, Julien Meuris, Rene Steurbaut, Francois de Pauw, Henri Coosemans, Guillaume van Damme, Armand van Wambeke, Fernand Rossius, Joseph Pirard (Entrenador: Raymond Briot)